# Лазірці (станція)
Лазірці — недіюча залізнична станція на недіючій лінії Миронівка — Золотоноша I між станціями Темпи (10 км) та Трощин (12 км). Розташована поблизу сіл Райок та Орловець Черкаського району Черкаської області.

## Історія
Залізничну станцію побудовано між Першою і Другою світовими війнами під час будівництва Гришине-Рівненської залізниці. Через Першу, а згодом, Другу війни будівництво лінії не вдалося завершити повністю.
Лінія Миронівка — Золотоноша була значно пошкоджена під час Другої світової війни. 
Після війни станцію Лазірці, як і всю лінію від Миронівки до Канева, не відновлювали. 
Зараз на місці станції збереглися залишки цегляної адміністративної будівлі.

## Пасажирське сполучення
Короткий проміжок часу через станцію ходив пасажирський поїзд Київ —  Миронівка — Канів — Золотоноша — Гребінка — Київ.  

## Розташування
Станція знаходилася між селами Райок і Орловець. 

## Плани відновлення
В 2010-ті з'явилися плани відновлення залізниці від Миронівки та подальша електрифікація об'їзду Києва Миронівка — Золотоноша — Гребінка — Бахмач.  
2021 року планувалося 2022 року відновити залізницю від Миронівки до Канева та запустити пасажирські поїзди, але знову завадила війна.